# جون تافينار
جون كينيث تافينار (بالإنجليزية: John Kenneth Tavener)‏
(بويمبلي، لندن، 28 يناير 1944 - شيلد أكفورد 12 نوفمبر 2013)، هو ملحن بريطاني مهتم بالموسيقى الكلاسيكية التصوفية. له إنتاج غزير (حيث أنتج حوالي 300 قطعة موسيقية)، وأعماله متأثرة بشدة بالدين وبالطريقة الصوفية.

## السيرة الذاتية
تلقى جون تافينار تعليمه بمدرسة (Highgate) ثم بالأكاديمية الملكية للموسيقى، وتلقى هناك دروس من الأستاذ لينوكس بيركلي وهذا الأخير منحه وسام سنة 2000 م. في 1977 م حوّل معتقده إلى الكنيسة الروسية الأرثوذكسية، والذي كان له الأثر الكبير على موسيقاه لاحقاً.

## وصلات خارجية
- جون تافينار على موقع IMDb (الإنجليزية)
- جون تافينار على موقع الموسوعة البريطانية (الإنجليزية)
- جون تافينار على موقع ألو سيني (الفرنسية)
- جون تافينار على موقع ميوزك برينز (الإنجليزية)
- جون تافينار على موقع أول موفي (الإنجليزية)
- جون تافينار على موقع قاعدة بيانات الأفلام السويدية (السويدية)
- جون تافينار على موقع أول ميوزيك (الإنجليزية)
- جون تافينار على موقع ديسكوغز (الإنجليزية)
- جون تافينار على موقع قاعدة بيانات الفيلم (الإنجليزية)
- جون تافينار على موقع كينوبويسك (الروسية)
- John Tavener at ChesterNovello
- Cummings، Robert (2008). "John Tavener Artist Biography". أول ميوزيك. مؤرشف من الأصل في 2011-08-11.
- Tavener's 'Towards Silence' from musicmindspirit.org
- BBC tribute programme (31/12/13) – Sir John Tavener Remembered